# Mechthilda z Magdeburku
Mechthilda z Magdeburku (také Mechtilda, Mechtild, Matilda nebo Matelda, německy Mechthild von Magdeburg, kolem 1207 na území Magdeburského arcibiskupství – 1282 klášter Helfta) byla německá řeholnice a mystička.

## Život a dílo

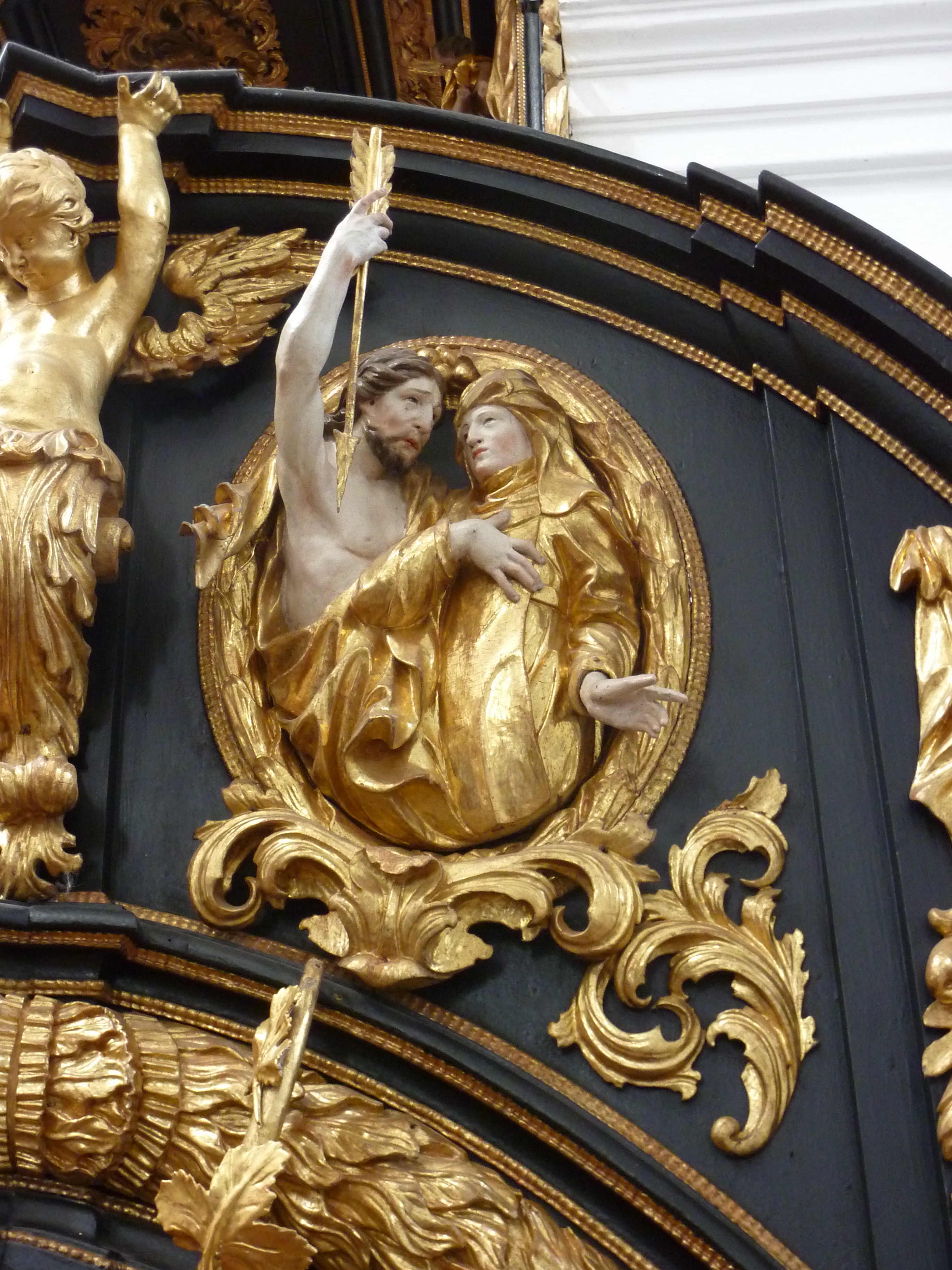
Mechthilda s Kristem, barokní reliéf na kazatelně cisterciáckého klášterního kostela v Baumgartenbergu, horní Rakousko

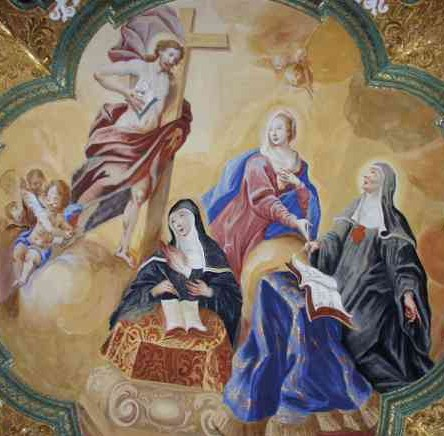
Bolestný Kristus se zjevuje Mechthildě Magdeburské, Mechthildě z Hackebornu a Gertrudě z Helfty, 1722-1724, freska Antona Warathy v knihovně kláštera benediktinů v Metten

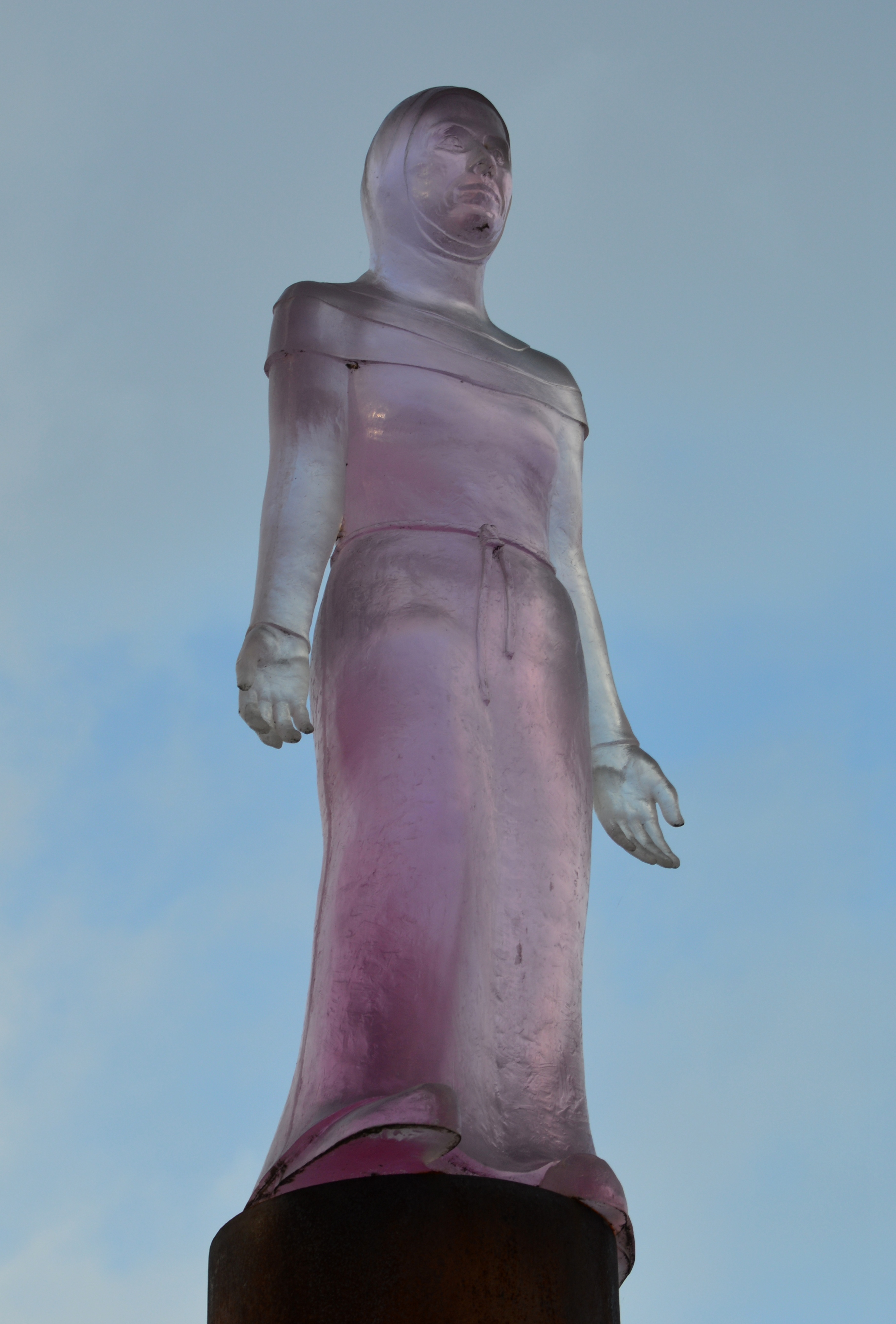
Skleněná socha sv. Mechtildy v Magdeburku, Susan Turcotová (2010)

Pravděpodobně pocházela z urozené rodiny a měla dobré vzdělání. Ve 12 letech prodělala mystickou zkušenost. Později opustila rodný dům, připojila se k bekyním z Magdeburku a stala se terciářkou dominikánského řádu, kde se věnovala službě nemocným a chudým. Působila zde asi 40 let.
Žila hlubokým kontemplativním životem. Kolem roku 1250 začala na popud svého zpovědníka, dominikána Jindřicha z Halle, zapisovat své mystické zkušenosti. Celkem je autorkou sedmi knih, zejména proslula knihou Tekoucí světlo Božství (ve staroněmeckém originále Ein vliessende lieht miner gotheit), která byla v roce 1345 přeložena do latiny. Jádrem jejího učení je, že „duše“ se musí zbavit všeho, co přichází skrze smysly, paměť a představivost, dokonce i svých ctností, aby dosáhla spojení s Bohem. Toto proměňující spojení se odehrává v samé podstatě bytí duše, v jejím nejčistším stavu. Mechtildino dílo je v rámci tradice sv. Bernarda výsostně christologické, ale zároveň utváří „mystiku bytí“ (Eckhart).
Kolem roku 1270 odešla k cisterciačkám do kláštera v Helftě, kde také později zemřela.

### Mystická nauka
Mechtilda Magdeburská ve svém duchovním díle sleduje asketickou cestu o sedmi stupních, které vedou k mystickému sjednocení, jež je pojednáno jako substanciální jednota duše s Bohem. Je představitelkou snubní mystiky a byla též vizionářkou a prorokyní, tak jako řada velkých postav kláštera v Helftě. Ve své mystice lásky zdůrazňuje vzájemnost touhy mezi duší a Bohem, což nachází svůj výraz v radosti a veselí mystického tance.

## Památky
Památka Mechthildy z Magdeburku se připomíná v katolické církvi 15. srpna, (není v římském martyrologiu počítána ke svatým a blahoslaveným, ale je slavena lokálně ve střední Evropě a v řádových klášterech benediktinů, cisterciáků a dominikánů. V luteránství 26. února (německý luteránský Evangelischer Namenkalender) a v anglikánství 19. listopadu (podle Book of Common Worship).

### Výtvarné umění
Mechthilda se objevuje od období baroka, nejčastěji se zobrazuje v černém hábitu cisterciačky, někdy s kalichem v ruce, jindy se zjevením Krista Bolestného.
- Bronzové sousoší tří svatých mystiček Mechthildy Magdeburské, Mechthildy z Hackebornu a Gertrudy z Helfty stojí od roku 2007 na hrázi rybníka v klášteře Helfta
- Skleněná socha Svaté Mechthildy z Magdeburku (Die heilige Mechthild von Magdeburg) na sloupu byla vztyčena v Magdeburku u hradební zdi Fürstewall roku 2010 stojí, vytvořila ji Susan Turcotová v letech 2007-2008.
- Mechthildino jméno nese asteroid 873 Mechthild.
- Mechthildina ulice (Mechthildenstrasse) je v Brémách, Essenu, Freiburgu im Breisgau, Mnichově a Mohuči.

## České překlady
- MAGDEBURSKÁ, Mechtilda. O lásky cestě. Přeložil Oldřich Novotný. Obrození. 1912, 1, s. 486–490.
- Tekoucí světlo božství. Překlad Josef Ševčík. Babice: [b. n], 1910. 78 s.
- Tekoucí světlo božství sestry Mechtildy Magdeburské. Ze staré němčiny přeložili P. Josef Ševčík a P. Ludvík Vrána. Stará Říše na Moravě: (M. Floriánová), 1920. 256 s. cnb000641427.

## Zajímavosti
- Český básník Stanislav Kostka Neumann napsal obsáhlou báseň Mechtilda z Magdeburku a publikoval ji ve sbírce Bohyně, světice, ženy: torso (ve vydáni z roku 1915 je na str. 37–43; dostupné online).